# مناورات القمر الحديدي
مناورات القمر الحديدي أو (بالإنجليزية: Iron Moon Maneuvers)‏ هي مناورات عسكرية تقيمها أستراليا بهدف حماية المنشآت الاقتصادية الأسترالية في الخارج من أي هجوم محتمل تنفذه خلية إرهابية أو عصابة إجرامية أو دولة معادية كما تهدف إلى تعزيز العمل المشترك بين مختلف الوكالات الأمنية الأسترالية، من أجل ضمان جاهزية وكفاءة الجيش الأسترالي في التدخل لحماية المصالح المنتشرة عبر العالم.